# 호세 에스콜라스티코 마린

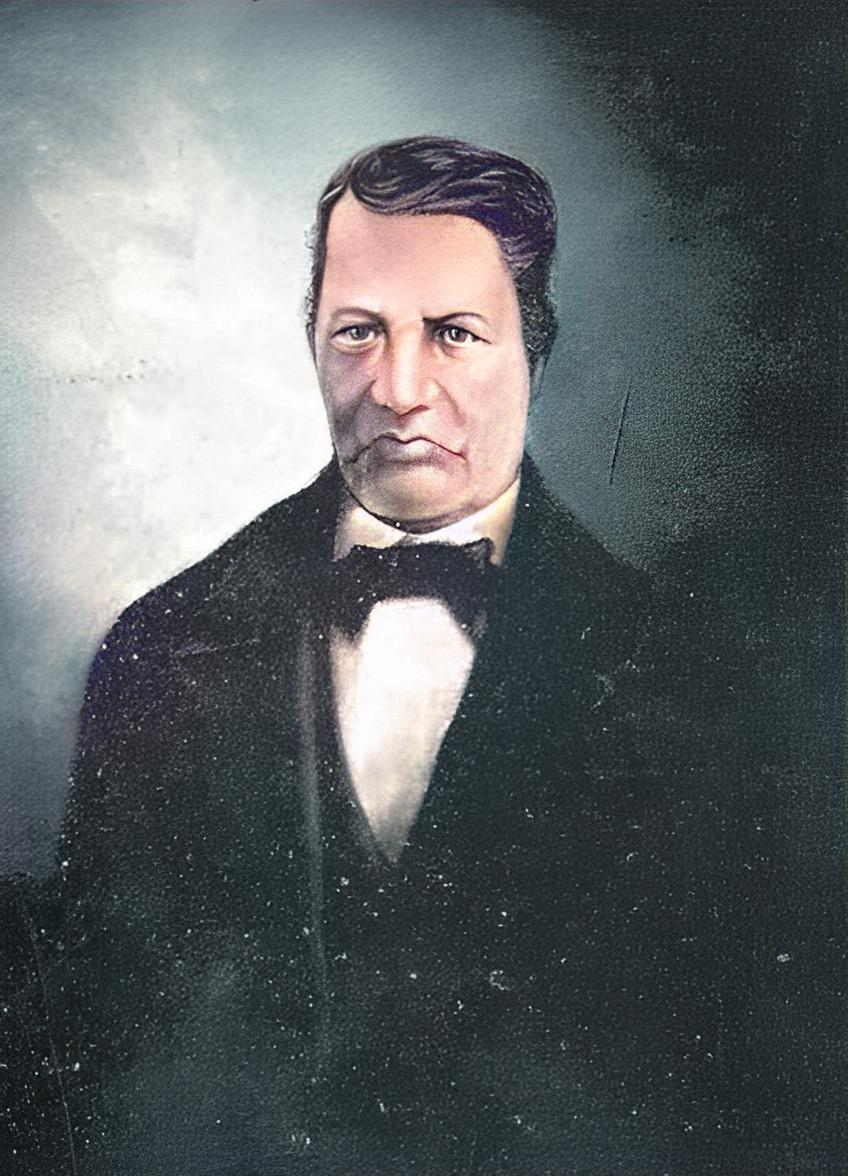

호세 에스콜라스티코 마린(스페인어: José Escolástico Marín)은 엘살바도르의 군인 출신 정치가로, 1842년 2월 1일부터 1842년 4월 12일까지, 1842년 7월 19일부터 1842년 9월 26일까지 두 차례에 걸쳐 엘살바도르의 임시대통령으로 재임했다.
산 비센테에서 태어났으나, 그의 생일은 알려지지 않는다.
후안 린도가 중도 사임하자, 그는 임시 대통령이 되었다. 그는 임시 대통령마저 중도 사임했으나, 그는 3개월만에 다시 복귀했다.
하지만 에우헤니오 아길라르 정권에 투쟁하다 살해당했다.